# Струнно-лъков инструмент
Струнно лъковите инструменти са струнни инструменти, на които се свири с лък. В тази група влизат виолончелото, цигулката, контрабасът, виолата и др.